# Pyrausta centralis
Pyrausta centralis is een vlinder van de familie van de grasmotten (Crambidae). De wetenschappelijke naam van deze soort is voor het eerst voorgesteld door Koen Maes in een publicatie uit 2009.
De soort komt voor in Ethiopië, Kenia en Tanzania.